# スキャンプ (原子力潜水艦)
|          |                                |
| 艦歴     |                                |
| 発注:    | 1957年7月23日                  |
| 起工:    | 1959年1月23日                  |
| 進水:    | 1960年10月8日                  |
| 就役:    | 1961年6月5日                   |
| 退役:    | 1988年4月28日                  |
| その後:  | 原子力艦再利用プログラム       |
| 除籍:    | 1988年4月28日                  |
| 性能諸元 |                                |
| 排水量:  | 水上 2,830トン、水中 3,500トン |
| 全長:    | 232 ft                         |
| 全幅:    | 32 ft                          |
| 吃水:    | 30 ft                          |
| 機関:    | S5W reactor                    |
| 最大速:  | 20+ノット                      |
| 乗員:    | 士官、兵員83名                 |
| 兵装:    | 21インチ魚雷発射管6門          |

スキャンプ (USS Scamp, SSN-588) は、アメリカ海軍の潜水艦。スキップジャック級原子力潜水艦の一隻。艦名はハタの一種スキャンプ・グルーパーに因む。その名を持つ艦としてはガトー級潜水艦66番艦(SS-277)以来2隻目。

## 艦歴
スキャンプは1959年1月23日にカリフォルニア州ヴァレーホのメア・アイランド海軍造船所で起工した。1960年10月8日にホリングスワース夫人（スキャンプ (USS Scamp, SS-277) 艦長ジョン・C・ホリングスワース中佐の未亡人）によって命名、進水し、1961年6月5日に艦長W・N・ディートゼン中佐の指揮下就役する。
スキャンプは就役後の4ヶ月間を艦隊と共にワシントン州ブレマートン、カリフォルニア州サンディエゴ、真珠湾において公試および訓練演習に費やした。その後ヴァレーホに帰還し、メア・アイランド海軍造船所で整調後の信頼性試験を受ける。最終公試を終えてメア・アイランドを出航し、サンディエゴ海域での作戦活動に入る。1962年4月に西太平洋配備となり、サンディエゴには7月に帰還した。その後9月まで沿岸で活動し、拡張訓練巡航に出航する。サンディエゴに帰還すると再び沿岸での活動に入り、1963年2月にメア・アイランド海軍造船所の乾ドックに入渠した。作業は3月に完了し、4月に再び西太平洋配備となる。極東でスキャンプは拡張高度訓練を行い、その中には沖縄での活動も含まれた。1963年10月にサンディエゴ湾に入港し、1964年6月までサンディエゴ海域での活動に従事する。その後再び西へ向かい、高度即応訓練を行う。スキャンプは1964年9月にサンディエゴに帰還した。
スキャンプは広範囲改修のため1965年1月にメア・アイランド海軍造船所に入渠した。SUBSAFE 改修およびオーバーホール後の1966年6月にスキャンプはメア・アイランドを出航し、サンディエゴ海域での訓練巡航を再開した。11月、ピュージェット・サウンドの北方に向かい、1ヶ月の作戦活動後12月にサンディエゴに帰還する。1967年の前半はサンディエゴ沖での活動に従事し、6月28日にサンディエゴを出航、西太平洋において第7艦隊と合流した。極東でスキャンプは、ベトナムの海岸沿いに艦隊作戦活動に参加し、1967年12月28日にサンディエゴに帰還した。
スキャンプは1968年1月から5月までサンディエゴ沿岸で作戦活動に従事した。5月11日に真珠湾に到着し、拡張訓練巡航を行う。5月19日にサンディエゴに帰還、6月15日まで留まり、その後サンフランシスコに向かいメア・アイランド海軍造船所で3週間の有効性試験が行われた。7月16日にサンディエゴに戻り、年末まで様々な演習および訓練巡航を行った。
スキャンプは1969年を通してアメリカ本土での任務に従事した。訓練巡航と港での停泊を繰り返し、3月初めにサンディエゴ海域でオーバーホール前の試験を行う。演習への参加とオーバーホール前の準備を続け、11月1日にピュージェット・サウンド海軍造船所に入渠した。その間、ブレマートンが新たな母港となる。オーバーホールは1970年を通して行われ、1971年1月に完了した。
ピュージェット・サウンドでオーバーホール後の海上公試を行い、1971年2月12日に再びサンディエゴが母港と指定される。しかしながら、真珠湾への巡航の後4月16日にようやくサンディエゴに入港した。スキャンプは8月2日から13日まで真珠湾に停泊し、その後スービック海軍基地に向かい8月30日に到着した。スキャンプは10月8日と9日を除く1971年の大半を第7艦隊と共に極東水域およびベトナム沿岸で活動した。
スキャンプは1972年2月2日にサンディエゴへ帰還するが、東南アジアでの緊張が高まると、5月に再び第7艦隊配備となる。同年の夏の大半を南シナ海で過ごし、8月1日にサンディエゴに帰還した。到着後2ヶ月間の休養が与えられ、続いてピュージェット・サウンド海軍造船所で1ヶ月間の信頼性試験を行う。11月28日にピュージェット・サウンドを出航し、兵装システムの試験を行った後12月11日にサンディエゴに帰還し、その年の残りを過ごす。
スキャンプはサンディエゴの沖合で活動し、1973年3月29日に西太平洋での配備に向けて出航する。4月5日から10日まで真珠湾に停泊し、続いて横須賀に向かう。4月23日に日本に到着し、9月1日まで第7艦隊と共に作戦活動に従事、その後グアムから真珠湾に向かった。9月10日から15日まで真珠湾に停泊し、9月21日にサンディエゴに到着した。11月1日まで維持調整期間となり、その後はサンディエゴ沿岸での活動を再開した。
スキャンプは1988年4月28日に退役、同日除籍された。船体は原子力艦再利用プログラムに従ってワシントン州ブレマートンで1990年に解体が始められ、1994年9月9日に解体が完了した。
スキャンプはベトナム戦争の戦功で3個の従軍星章を受章した。